# Alvin Kamara
Alvin Mentian Kamara (Norcross, 25 luglio 1995) è un giocatore di football americano statunitense che milita nel ruolo di running back per i New Orleans Saints della National Football League (NFL).

## Carriera

### New Orleans Saints
Kamara al college giocò a football con i Tennessee Volunteers dal 2015 al 2016. Fu scelto nel corso del terzo giro (67º assoluto) nel Draft NFL 2017 dai New Orleans Saints. Debuttò come professionista subentrando nella gara del primo turno contro i Minnesota Vikings. Nel quarto turno guadagnò 96 yard dalla linea di scrimmage (25 su corsa e 71 su ricezione) segnando un touchdown su ricezione nella vittoria sui Miami Dolphins a Londra, venendo premiato come rookie della settimana. Nel nono turno guadagnò 152 yard dalla linea di scrimmage (68 su corsa e 84 su ricezione) segnando 2 touchdown e vincendo i titoli di rookie della settimana e di running back della settimana. Fu premiato come rookie della settimana anche nei tre turni successivi, dopo 106 yard corse e un touchdown contro i Buffalo Bills, 116 yard totali e un touchdown contro i Washington Redskins e 188 yard totali e un'altra marcatura contro i Los Angeles Rams. A fine stagione fu convocato per il  Pro Bowl e fu inserito nel Second-team All-Pro dall'Associated Press dopo avere guidato la NFL con 6,1 yard corse a portata.
Nella prima gara di playoff in carriera, Kamara segnò un touchdown su corsa nella vittoria sui Carolina Panthers nel turno delle wild card. La stagione dei Saints si chiuse la settimana successiva perdendo all'ultimo secondo per 29-24 nella gara esterna contro i Minnesota Vikings. In quella partita guidò la squadra con 43 yard corse, ne ricevette 62 e segnò un touchdown su ricezione.
A causa della sospensione di Mark Ingram, Kamara iniziò la stagione 2018 come running back titolare dei Saints. Nel quarto turno divenne il primo giocatore della storia a correre mille yard e riceverne mille nelle prime venti gare in carriera. In quella partita andò a segnò per tre volte su corsa, venendo premiato come running back della settimana. Nel nono turno segnò 3 touchdown totali contribuendo alla vittoria sui Los Angeles Rams, l'ultima squadra ancora imbattuta della lega. A fine stagione fu convocato nuovamente per il Pro Bowl al posto di Todd Gurley impegnato nel Super Bowl LIII dopo avere chiuso con 883 yard corse, 709 su ricezione e 18 touchdown totali (14 su corsa e 4 su ricezione).
Nel terzo turno della stagione 2019, con Brees infortunato, Kamara trascinò i suoi alla vittoria in casa di Seattle con 161 yard dalla linea di scrimmage e 2 touchdown. La sua stagione si chiuse con 797 yard corse, 533 ricevute e 6 TD totali, venendo convocato per il suo terzo Pro Bowl al posto dell'infortunato Christian McCaffrey.

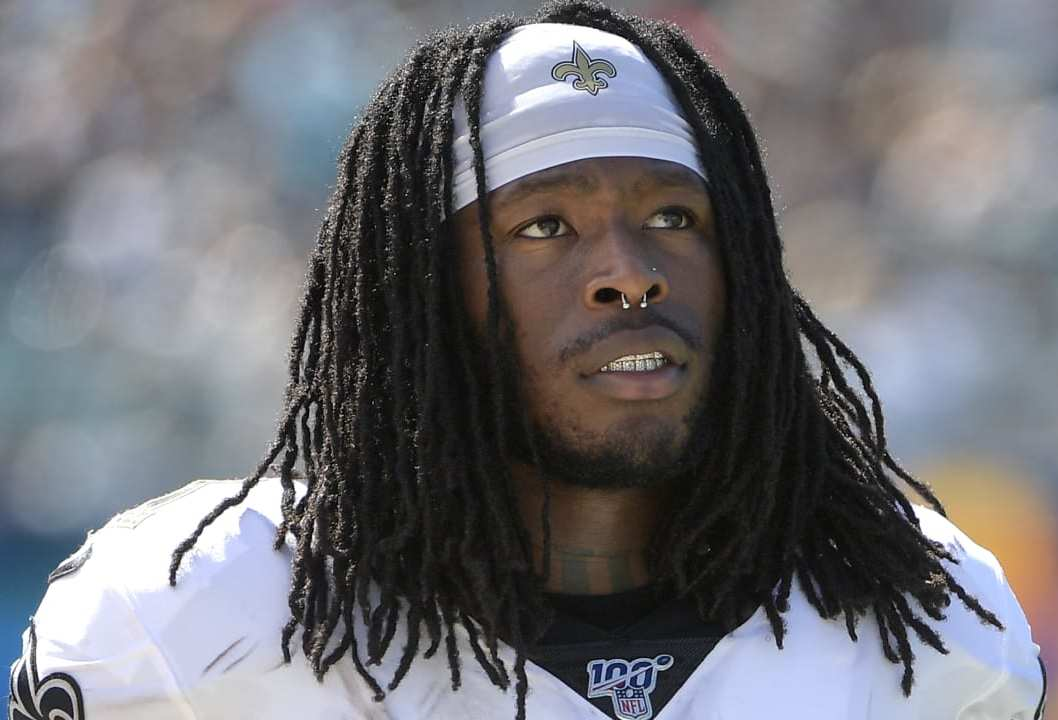
Kamara nel 2020

Il 12 settembre 2020 Kamara firmò con i Saints un rinnovo contrattuale quinquennale del valore di 75 milioni di dollari. Nella prima partita della nuova stagione andò a segno due volte nella vittoria sui Buccaneers. Nella settimana 3, con Michael Thomas infortunato, guidò la squadra con un record in carriera di 13 ricezioni per 139 yard contro i Green Bay Packers. Il 25 dicembre 2020, nella gara contro i Minnesota Vikings, Kamara corse per 155 yard e pareggiò il record NFL con 6 touchdown su corsa nella vittoria per 52–33. L'Hall of Famer Ernie Nevers dei Chicago Cardinals era stato l'unico in precedenza a riuscirvi, nel 1929. Per questa prestazione fu premiato come giocatore offensivo della NFC della settimana e come running back della settimana. La sua annata si chiuse guidando la NFL con 21 touchdown totali, 16 su corsa e 5 su ricezione, venendo convocato per il suo quarto Pro Bowl (non disputato a causa della pandemia di COVID-19) e inserito nel Second-team All-Pro.

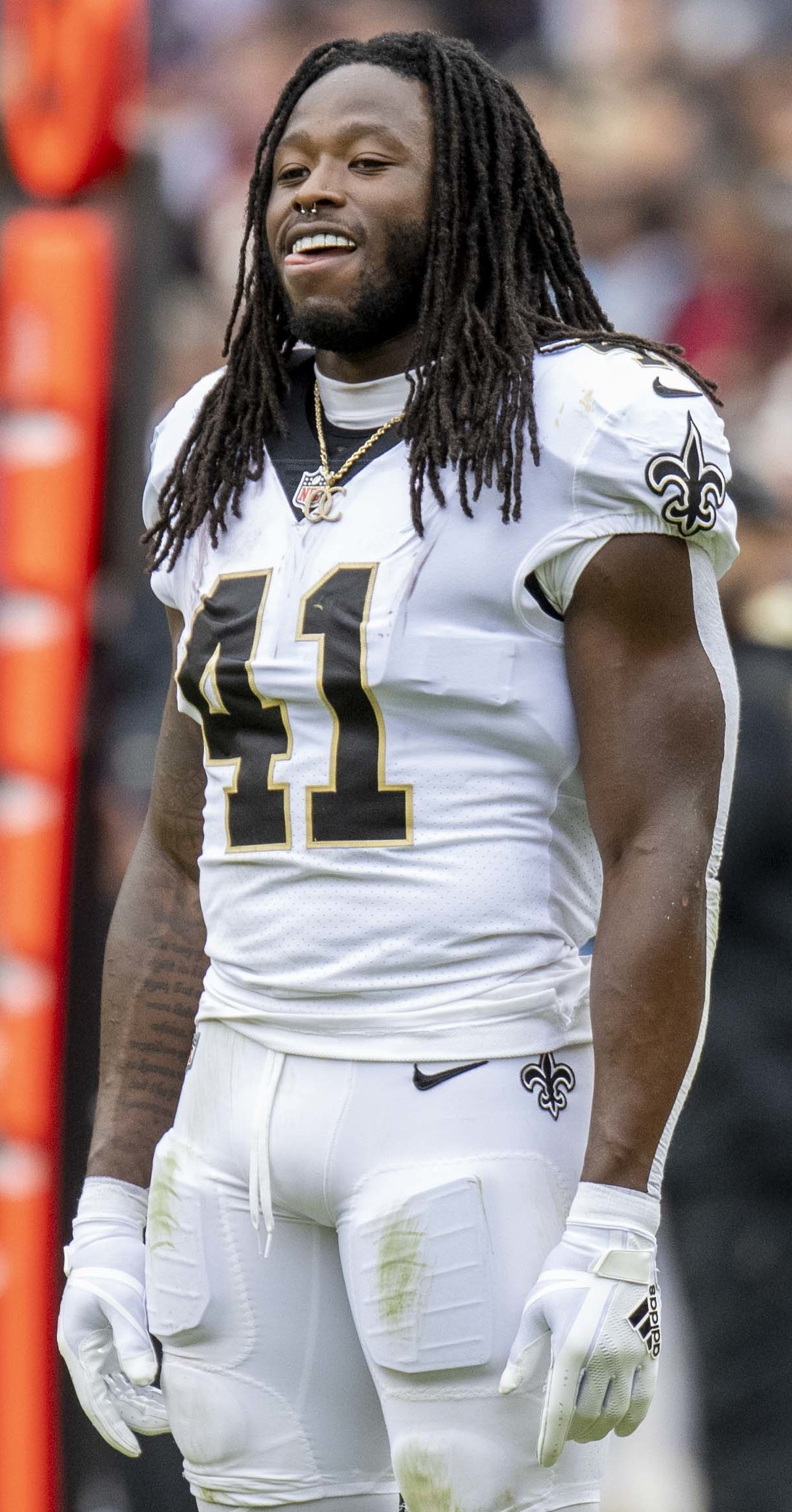
Kamara nel 2021

Nel settimo turno della stagione 2021 Kamara fu premiato come giocatore offensivo della NFC della settimana dopo avere ricevuto 10 passaggi 128 yard e un touchdown, oltre a 51 yard corse, nella vittoria nel Monday Night Football sui Seattle Seahawks. A fine stagione fu convocato per il suo quinto Pro Bowl dopo avere terminato con 898 yard corse, 439 yard ricevute e 9 touchdown complessivi.
Il 5 agosto 2023 Kamara fu sospeso dalla lega per le prime tre partite della stagione per il suo ruolo avuto in una rissa fuori da un nightclub a Las Vegas nel 2022. Tornò in campo nel quarto turno correndo 33 yard e ricevendone 51 nella sconfitta con i Buccaneers. Nell'ottavo turno guadagnò 110 yard dalla linea di scrimmage e segnó due volte nella vittoria sui Colts. In tre delle ultime quattro gare della stagione, Kamara guadagnò oltre 100 yard dalla linea di scrimmage. Chiuse l'annata con 223 corse per 897 yard e 2 touchdown, oltre a 57 ricezioni per 490 yard e altri 2 touchdown in 15 gare.
Nel secondo turno della stagione 2024 vinto per 44-19 contro i Cowboys, Kamara fu premiato come giocatore offensivo della NFC della settimana e come running back della settimana dopo avere guadagnato 180 yard dalla linea di scrimmage e segnato 4 touchdown totali (tre su corsa). Il 22 ottobre firmó un rinnovo biennale del valore di 24,5 milioni di dollari.

## Palmarès
- Convocazioni al Pro Bowl: 5

2017, 2018, 2019, 2020, 2021
- Second-team All-Pro: 2

2017, 2020
- Rookie offensivo dell'anno - 2017
- Giocatore offensivo della NFC della settimana: 3

16ª del 2020, 7ª del 2021, 2ª del 2024
- Running back della settimana: 5

9ª e 12ª del 2017, 4ª del 2018, 16ª del 2020, 2ª del 2024
- Rookie offensivo del mese: 1

novembre 2017
- Rookie della settimana: 7

4ª, 9ª, 10ª, 11ª, 12ª, 13ª e 17ª del 2017
- PFWA All-Rookie Team - 2017

## Statistiche

### Stagione regolare
| 2017   | NO     | 16  | 3  | 120   | 728   | 6,1 | 74 | 8  | 81  | 826   | 10,2 | 40 | 5  | 1  | 1 |
| 2018   | NO     | 15  | 13 | 194   | 883   | 4,5 | 49 | 14 | 81  | 709   | 8,7  | 42 | 4  | 1  | 0 |
| 2019   | NO     | 14  | 9  | 171   | 797   | 4,7 | 40 | 5  | 81  | 533   | 6,6  | 41 | 1  | 4  | 1 |
| 2020   | NO     | 15  | 10 | 187   | 932   | 4,9 | 49 | 16 | 83  | 756   | 9,1  | 52 | 5  | 1  | 0 |
| 2021   | NO     | 13  | 10 | 240   | 898   | 3,7 | 30 | 4  | 47  | 439   | 9,3  | 31 | 5  | 0  | 0 |
| 2022   | NO     | 15  | 13 | 223   | 897   | 4,0 | 27 | 2  | 57  | 490   | 8,6  | 54 | 2  | 4  | 4 |
| 2023   | NO     | 13  | 12 | 180   | 694   | 3,8 | 17 | 5  | 75  | 466   | 6,2  | 25 | 1  | 0  | 0 |
| 2024   | NO     | 7   | 7  | 111   | 438   | 3,9 | 17 | 6  | 34  | 252   | 7,4  | 57 | 1  | 1  | 0 |
| Totale | Totale | 108 | 77 | 1 426 | 6 267 | 4,4 | 74 | 60 | 539 | 4 471 | 8,3  | 57 | 24 | 12 | 6 |

### Play-off
| 2017   | NO     | 2 | 1 | 21 | 66  | 3,1 | 10 | 1 | 5  | 72  | 14,4 | 23 | 1 | 0 | 0 |
| 2018   | NO     | 2 | 1 | 24 | 86  | 3,6 | 15 | 0 | 15 | 131 | 8,7  | 23 | 0 | 0 | 0 |
| 2019   | NO     | 1 | 1 | 7  | 21  | 3,0 | 5  | 1 | 8  | 34  | 4,2  | 9  | 0 | 0 | 0 |
| 2020   | NO     | 2 | 1 | 41 | 184 | 4,5 | 25 | 1 | 5  | 37  | 7,4  | 10 | 0 | 0 | 0 |
| Totale | Totale | 7 | 4 | 93 | 357 | 3,8 | 25 | 3 | 33 | 274 | 8,3  | 23 | 1 | 0 | 0 |

Fonte: Football Database
In grassetto i record personali in carriera — Statistiche aggiornate alla settimana 7 della stagione 2024